# 梅西亚斯塔尔吉努
梅西亚斯塔尔吉努是巴西北大河州的一个市镇。总面积135.094平方公里，总人口3907人，人口密度28.9人/平方公里。